# 苏珊娜·恰普托娃
苏珊娜·恰普托娃（發音：[ˈzuzana ˈtʃaputɔʋaː]；1973年6月21日—），斯洛伐克女性政治家、律师，前斯洛伐克总统。恰普托娃是进步斯洛伐克创始人之一，曾任该党副主席。
恰普托娃大学毕业后在非政府组织担任律师，曾因一桩垃圾填埋场案件获得2016年戈德曼环境奖。2017年12月，她参与创建了进步斯洛伐克。2018年1月，恰普托娃宣布参选斯洛伐克总统，2月扬·库恰克谋杀案发生后她呼吁民众上街游行，声望得到提升；在後來2019年3月的总统选举中当选，成为斯洛伐克首位女性、以及史上最年輕就任的总统。

## 从政之前
恰普托娃生于捷克斯洛伐克布拉迪斯拉發，在佩濟諾克长大。从布拉迪斯拉發夸美紐斯大學法学专业毕业后，她加入了非政府组织VIA IURIS。她担任律师达17年。她曾用14年的时间与一家在佩濟諾克设立垃圾填埋场的公司对簿公堂，与对方律师马里安·科奇纳在法庭上交锋。2013年，法院宣判查普托娃一方胜诉，认定这家公司的垃圾填埋场是非法的。查普托娃因这场诉讼获得2016年戈德曼环境奖。

## 总统选举
2017年12月，恰普托娃出任新成立的进步斯洛伐克副主席。2018年1月，她宣布参加2019年斯洛伐克总统选举。此前，她没有任何从政经历。参选时，她所在的进步斯洛伐克党在斯洛伐克议会没有任何议席。
2018年2月26日，斯洛伐克记者扬·库恰克与女友在住所中被枪杀。库恰克生前发表的最后一篇报道是他对某处豪宅税务欺诈的调查，调查认为此事与著名商人马里安·科奇纳有关。逝世前，他正在进行关于意大利黑手党在斯洛伐克活动的调查。据库恰克调查，黑手党组织光榮會成员在斯洛伐克东部经商、领取欧盟补贴、掌握大量资产、与斯洛伐克政府高层联系密切。库恰克称，时任斯洛伐克总理罗贝尔特·菲佐的助手玛丽亚·特罗什科娃（Mária Trošková）、国家安全委员会秘书威廉·亚桑（Viliam Jasaň）均与一名黑手党成员有来往。2月28日，库恰克的这篇报道得以发表。库恰克之死引发了大规模反政府示威。同一天，斯洛伐克文化部长辞职。特罗什科娃、亚桑也在这一天声明与谋杀无关，并宣布辞职。两周之后，斯洛伐克内务部长罗伯特·卡利尼亚克、总理菲佐也相继辞职。库恰克遇害后，恰普托娃呼吁民众上街参加示威，她的声望大为增加。
截至2019年2月中旬，斯洛伐克总统选举民意调查排名前四位的候选人支持率仍旧相差不大。排名第三、反对前总理菲佐所在的方向－社會民主黨的候选人罗伯特·米斯特里克宣布退出选举，支持恰普托娃。反对菲佐、即将离任的斯洛伐克总统安德雷·基斯卡也公开支持恰普托娃。恰普托娃支持率跃升至榜首，领先优势渐渐扩大。
恰普托娃的竞选口号是“对抗邪恶”。她主张惩治腐败、维护司法公正、推行社会改革、保护环境等。恰普托娃支持欧盟的欧洲一体化，反对民族主义，主张改变斯洛伐克偏向政客和政客亲信的政治体系。她支持同性恋婚姻和同性恋收养。斯洛伐克是天主教人口居多的国家，这样的政见较为少见。她的施政纲领还包括提升医疗保健水平、加强对老年人的照料与保障。有评论认为，恰普托娃受到选民欢迎与她的左派立场关系不大，主要原因是选民对于斯洛伐克政府官员腐败、低效非常不满。
2019年3月16日的总统选举第一轮投票中，恰普托娃得票率40.57%，排名第一。由于13位候选人得票均未过半，她与排名第二、获得18.66%选票的马罗什·谢夫乔维奇进入第二轮。第一轮投票后，恰普托娃辞去了进步斯洛伐克党副主席的职务，保留党员身份。2019年3月30日举行的总统选举第二轮投票中，恰普托娃以58.40%的得票率当选斯洛伐克总统，成为斯洛伐克首位女性总统。她在6月15日宣誓就职。
2024年3月，恰普托娃批评总理菲佐试图通过司法改革和对宪法法院的攻击来测试「民主的极限」。她还将罗伯特·菲科与匈牙利政府首脑奧班·維克多比较，指责后者与俄罗斯的接触，使斯洛伐克的伙伴和盟友之间的距离更加遥远。恰普托娃对菲佐的国内议程表示担忧，由于她向宪法法院求助暂停了改革的一些条款。作为回应，菲佐建议斯洛伐克下一任总统解雇宪法法院的一名高级法官，因为他涉嫌向媒体泄密。 恰普托娃表示，这种恐吓行为「绝对不可接受且不负责任」，因为它「质疑」法院的独立性，认认为民主的极限正在受到考验，并指出菲佐的司法改革以及政府对媒体和非政府组织加大的压力。

## 家庭
恰普托娃已离婚，她有两个女儿。